# لوسپیتالد د یوبروات
لوسپیتالد دِ یوبروات (به کاتالان: L'Hospitalet de Llobregat؛ تلفظ کاتالان: [luspitəˈlɛd də ʎuβɾəˈɣat] یا [lɔspitəˈlɛd də ʎɔβɾəˈɣat]) یک شهرستان در اسپانیا است که در بارسلونس واقع شده‌است.

## خصوصیات
لوسپیتالد دِ یوبروات ۱۲٫۵۰ کیلومترمربع مساحت و ۲۵۸٬۶۴۲ نفر جمعیت دارد و ۸ متر بالاتر از سطح دریا واقع شده‌است.